# Gallery Eygi Du
Gallery Eygi Du is een kunstgalerie in Paramaribo, Suriname. Ze is sinds 2013 gevestigd in het SMS-gebouw aan de Waterkant.
Eygi Du is Sranantongo voor eigen kunst en eigen kunnen. De galerie werd in oktober 1979 opgericht door Carla Tuinfort, met kunst van eigentijdse Surinaamse en ook Antilliaanse kunstenaars. De lijdraad hierin is dat kunst van eigen mensen het bewustzijn van de eigen bevolking versterkt. Daarnaast heeft Eygi Du lezingen en muziekuitvoeringen georganiseerd, waaronder in 1997 van acht verschillende inheemse groepen bij de Katholieke Onderwijzers Bond.
In 2020 en 2021 was het door de maatregelen vanwege de coronacrisis in Suriname niet mogelijk om publieke activiteiten te organiseren. Carla Tuinfort besloot toen op 68-jarige leeftijd om de aanpak van de galerie te vernieuwen. Ze ging de samenwerking aan met Liesbeth Peroti, die sindsdien in het managementteam is opgenomen. Egyi Du lanceerde een eigen website en podcast en zorgde voor zichtwaarheid op social media.
In 2020 exposeerde de galerie onder de titel Uma Soso verschillende werken van vrouwen. In 2021 zijn in het SMS-gebouw werken te zien van kunstenaars als Djinti, Soeki Irodikromo, Leo Wong Loi Sing en Erwin de Vries, en houtsnijwerken en inheemse aardewerken kruiken. Later dat jaar had de galerie de expositie Tay Hori met kunstenaars als Cornelly Aloema, Melissa Colom, Ray Daal, Obe Pans en Els Tjong Joe Wai.